# Marco Carraretto
Marco Carraretto (* 27. Oktober 1977 in Treviso, Venetien) ist ein ehemaliger italienischer Basketballspieler und Team-Manager.
Carraretto gewann zu Beginn seiner professionellen Karriere mit seinem Stammverein aus Treviso eine italienische Meisterschaft. Anschließend spielte er für verschiedene Vereine unter anderem auch zwei Jahre in Spanien. 2006 kehrte er nach Italien zurück und spielte sieben Jahre für Montepaschi Siena, mit denen er in jedem Jahr die Meisterschaft gewann. Mit acht Titelgewinnen in der italienischen Meisterschaft gehört Carraretto zu den erfolgreichsten Spielern hinter Persönlichkeiten wie Dino Meneghin und Sandro Gamba.

## Karriere
In der Saison 1996/97 rückte Carraretto unter Trainer Mike D’Antoni in den Kader der professionellen Herrenmannschaft Benetton seines Stammvereins aus Treviso auf, die damals eine europäische Spitzenmannschaft darstellten. Er hatte zwei Kurzeinsätze, als Benetton am Saisonende nach fünf Jahren zum zweiten Mal die nationale Meisterschaft gewann. Zur folgenden Saison wechselte Carraretto zu den Bears nach Mestre, die damals in der drittklassigen Serie B spielten, bevor sie zehn Jahre später von Reyer Venezia einverleibt wurden. Mit diesem Verein verpasste Carraretto in der Play-off-Finalserie 1999 der Serie B nur knapp den Aufstieg in die Zweitklassigkeit. Carraretto stieg jedoch trotzdem auf, indem er zu Snaidero nach Udine wechselte, mit denen er mit ausgeglichener Saisonbilanz einen sechsten Platz nach der regulären Saison in der Serie A2 erreichte. In den Play-offs glückte trotzdem noch der Aufstieg, als man sich nur eine Niederlage leistete. In der Serie A1 erreichte Udine auf Anhieb auf dem siebten Platz den Einzug in die Play-offs um die Meisterschaft, in denen man in der ersten Runde ausschied. Bei Udine war Carraretto nicht über eine durchschnittliche Spielzeit von gut zehn Minuten pro Spiel hinausgekommen und so wechselte er zur Saison 2001/02 nach Verona zu Müller Scaligera, bei denen sich seine Einsatzzeit auf über 20 Minuten pro Spiel praktisch verdoppelte. Der Korać-Cup-Sieger von 1998 Müller Verona erhielt jedoch nach dem 15. Platz am Saisonende aus wirtschaftlichen Gründen keine Lizenz mehr. Carraretto, der sich in Verona in den erweiterten Kreis der italienischen Herren-Nationalmannschaft gespielt hatte, wechselte aus dem Nordosten Italiens zu Lauretana aus Biella in den Piemont. In der ersten Saison noch Rollenspieler, gehörte Carraretto in der Saison 2003/04 mit durchschnittlich knapp zwölf Punkten in 28 Minuten Einsatzzeit pro Spiel zu den Leistungsträgern der Mannschaft, die jedoch auf dem elften Platz 2004 erneut den Sprung unter die besten acht Mannschaften Italiens verpasste. Zum Saisonende Mitte April 2004 verließ Carraretto daher die Mannschaft und wechselte für die Meisterschafts-Play-offs in der spanischen Liga ACB zum baskischen Verein TAU Cerámica aus Vitoria-Gasteiz. Der Pokalsieger und Hauptrundenerste verlor jedoch die Play-off-Halbfinalserie überraschend gegen CB Estudiantes aus der Hauptstadt.
Carraretto blieb zur Saison 2004/05 in Spanien und spielte für Leche Río Breogán aus Lugo in Galicien, die sich mit 13 Saisonsiegen auf den elften Platz der ACB verbesserten. In der folgenden Saison reichte es nur zu elf Saisonsiegen, was jedoch den letzten Tabellenplatz und den Abstieg bedeutete. Carraretto kehrte daraufhin 2006 mit knapp 29 Jahren in seine italienische Heimat zurück und spielte in der Toskana für Montepaschi aus Siena, die trotz zweier Halbfinal-Teilnahmen im höchstrangigen europäischen Vereinswettbewerb EuroLeague bislang nur einen nationalen Titel mit der Meisterschaft 2004 vorweisen konnten. In den folgenden sieben Jahren bildete Carraretto mit einer durchschnittlichen Einsatzzeit von nicht mehr als 15 Minuten pro Spiel als Rollenspieler hinter wechselnden, zumeist US-amerikanischen Starspielern ein wichtiges Herzstück der Mannschaft, die in Italien kaum zu bezwingen war. In der Saison 2006/07 musste Titelverteidiger Benetton Treviso wegen Regelverstößen einen Punktabzug hinnehmen und der Weg war frei für Siena, die nach nur vier Niederlagen in der regulären Saison und einer in den Play-offs souverän den Titel in Italien gewannen. In der EuroLeague 2007/08 erreichte man erneut das Final Four, das man nach einem Sieg über Carrarettos ehemalige Mannschaft TAU Cerámica auf dem dritten Platz beendete. In der italienischen Meisterschaft verteidigte man den Titel nach nur drei Niederlagen in der regulären Saison und einer in der Finalserie. In der folgenden Saison 2008/09 gewann man nach dem Titelgewinn im nationalen Pokalwettbewerb „Coppa Italia“ erstmals das Double bei nur einer Niederlage in der Meisterschaft. Nach zwei Niederlagen in der Meisterschaft gewann Siena 2010 erneut das Double und verteidigte dies auch im folgenden Jahr, als man in der EuroLeague 2010/11 erneut den dritten Platz belegte. Beim EM-Endrundenturnier 2011 war Carraretto mit knapp 34 Jahren nun auch erstmals in einem italienischen Endrundenkader, doch die Mannschaft enttäuschte, als sie nach vier Niederlagen unter anderem gegen Deutschland und nur einem Sieg über die sieglosen Letten bereits nach der Vorrunde ausschied. Siena schied wie 2009 gegen Titelgewinner Panathinaikos Athen bereits in den Viertelfinal-Play-offs der EuroLeague 2011/12 gegen den späteren Titelgewinner Olympiakos Piräus aus. Die finanziellen Mittel des Hauptsponsors waren anschließend weitgehend erschöpft und so reichte es in der EuroLeague 2012/13 nicht einmal mehr zur Teilnahme im Viertelfinale. Erst auf dem fünften Platz der regulären Saison erreichte die Mannschaft die Play-offs der italienischen Meisterschaft, in denen man in den ersten beiden Runden über die Maximaldistanz von sieben Spielen gehen musste, um letztendlich in der Finalserie zum fünften Mal in Folge das Double zu gewinnen. Anschließend brach die Mannschaft auseinander und auch der knapp 36-jährige Carraretto verließ den Verein. In der Saison 2013/14 spielte er eine weitere Spielzeit in der neuen zweiten Liga Divisione Nazionale A Gold für Tezenis Scaligera Basket Verona, die sich nach dem Zusammenbruch 2002 zurück in die professionellen Spielklassen gekämpft hatten. Tezenis verpasste jedoch als Hauptrundendritter in der Halbfinalserie der Play-offs den Aufstieg in die Serie A.
Nach seinem Karriereende als Spieler übernahm er in der Spielzeit 2017/18 den Posten des General Managers bei Fortitudo Bologna.